# Rudolf Svensson
Johan Rudolf Svensson, född 27 mars 1899 i Gudhem, död 4 december 1978 i Bromma, var en svensk brottare av världsklass.
Svensson började 1918 vid kavalleriet i Stockholm men efter två år bytte han verksamhet och anställdes som brandman i samma stad.
Han har även haft småroller i diverse filmer. Rudolf Svensson är begravd på Råcksta begravningsplats.

## Meriter
- OS – Guld 1928, 1932 i grekisk-romersk stil; Silver 1924 i båda stilarterna
- VM – Silver 1921, 1922 i grekisk-romersk stil
- EM – Guld 1925, 1933 i grekisk-romersk stil; Silver 1929, 1931, 1934 i grekisk-romersk stil.
- SM – 7 gånger.
- 2004 invaldes Rudolf Svensson i brottningens Hall of Fame.

## Filmografi
- Anderssonskans Kalle – 1934
- Adolf i eld och lågor  – 1939
- I mörkaste Småland – 1943
- Janne Vängmans bravader – 1948
- Adolf i toppform – 1952 (som sig själv)